# Дом ле Мениј
Дом ле Мениј (фр. Dom-le-Mesnil) насеље је и општина у североисточној Француској у региону Шампањ-Арден, у департману Ардени која припада префектури Шарлвил Мезјер.
По подацима из 2011. године у општини је живело 1066 становника, а густина насељености је износила 133,42 становника/km². Општина се простире на површини од 7,99 km². Налази се на средњој надморској висини од 160 метара.

## Демографија
| 1962. | 1968. | 1975. | 1982. | 1990. | 1999. | 2011. |
| ----- | ----- | ----- | ----- | ----- | ----- | ----- |
| 925   | 979   | 901   | 927   | 926   | 1.047 | 1.066 |

График промене броја становника у току последњих година